# PubPeer
PubPeer est un site internet qui permet aux utilisateurs (principalement anonymes) d'émettre des commentaires sur des articles scientifiques en post-publication, mais aussi de signaler des soupçons de manquements à l'éthique scientifique.

## Origine
PubPeer a été créé anonymement par Brandon Stell en 2012. Ce chercheur au CNRS n'a révélé qu'en août 2015 en être le fondateur,. Le site est administré par Brandon Stell et Boris Barbour (CNRS et École normale supérieure). Boris Barbour explique que le site permet d'échanger instantanément avec d'autres chercheurs au sujet d'un article publié, par exemple si on le considère non-fiable. En 2021, le site indexait 40 000 articles et affichait 120 000 commentaires.
PubPeer est structuré sous la forme d'une association à but non lucratif hébergée aux États-Unis (ce qui assure une protection juridique). 

## Soutiens et oppositions
Le site a mis en évidence des lacunes dans plusieurs articles de grande envergure, qui ont dans certains cas conduit à des rétractations et à des accusations de fraude scientifique,,,, comme remarqué par le blog Retraction Watch.
Certains chercheurs dénoncent en PubPeer un système de délation, mais Le Monde note dans un éditorial que le site « a pourtant mis au jour de véritables fraudes, et n’existe qu’en raison de l’incapacité de la science à répliquer ses résultats et à s’autocorriger efficacement ».
Des accusations de diffamation ont été adressées à certains des contributeurs de PubPeer,,.  PubPeer se voit reconnaître le droit de refuser la transmission d’informations permettant l'identification des usagers du site. Depuis, les commentaires sur PubPeer sont modérés et ne peuvent inclure que des faits objectifs et vérifiables.
Les fondateurs du site considèrent l'anonymat comme une condition essentielle au dépôt des commentaires. La divulgation de l'identité aurait un effet dissuasif. En vertu de la législation américaine, PubPeer est protégé contre les poursuites. Le premier amendement de la Constitution des États-Unis protège également le droit à la liberté d'expression anonyme. 
Le site est influent et l'audience centrée sur les États-Unis, la Chine et l'Europe (principalement la France, l'Allemagne et le Royaume-Uni) ,. 

### En France
Le site PubPeer a joué un rôle déclencheur dans les affaires Voinnet, Jessus, puis Raoult, mais son principe fait l'objet d'une critique continue des dirigeants du CNRS, lequel est par ailleurs employeur des deux chercheurs qui l'ont créé.
Le président du CNRS Antoine Petit souligne qu'« utiliser un site anonyme pour faire part de ses doutes est une démarche dont j’ai du mal à comprendre le sens scientifique. Chacune et chacun est libre de consulter de tels sites, ou même d’y contribuer. Cela relève de la vie privée. Mais à ce titre, cela ne peut se faire sur le temps de travail ou en mobilisant des moyens appartenant au CNRS. Et une telle démarche ne sera évidemment jamais cautionnée par le CNRS ».  À l'antenne de France Culture, il fait un parallèle entre les commentaires anonymes sur PubPeer et les accusations pour pédophilie,. Antoine Petit réaffirme son opposition à l'utilisation de cette plateforme lorsqu'il dévoile le 13 novembre 2018 le « plan d’action [du CNRS] sur l’intégrité et la déontologie scientifiques », enjoignant aux chercheurs de ne pas correspondre sur ce site.
En mai 2018, dans une lettre ouverte « Éthique Scientifique, Éthique Journalistique » comptant plus de 500 signataires prenant la défense de Catherine Jessus, le principe du site est critiqué ainsi : « [des] dénonciations, certes maquillées par la modernité d'un site participatif, ne sont que des instruments utilisés par des groupes de pression ou pour des règlements de comptes personnels ». Francis-André Wollman, biologiste membre du conseil scientifique du CNRS et impliqué d'après certains observateurs dans la gestion de l'affaire Jessus, décrit PubPeer comme « une plate-forme anonyme de dénonciation [qui] rappelle des temps qui pour [lui] sont épouvantables ».

#### Plainte prétendue de Didier Raoult
À partir de mars 2021, la chercheuse indépendante Elisabeth Bik publie sur PubPeer des signalements de problèmes concernant d'abord les deux publications de Didier Raoult sur l'hydroxychloroquine et le Covid-19, puis plus de soixante articles signés par Didier Raoult, et quatorze articles co-signés par un autre professeur de l'IHU, Éric Chabrière,,,. Le 29 avril 2021, Raoult et Chabrière portent plainte contre Bik, notamment pour « harcèlement moral » et pour « tentative d’extorsion ». Boris Barbour est également prétendument visé, pour complicité des chefs d’accusation,, mais en janvier 2022, il affirme ne pas avoir été contacté par le Parquet. Dans un communiqué du 7 juin 2021, le comité d'éthique du CNRS défend la légitimité du travail d'Elisabeth Bik et de Boris Barbour, déplore la plainte, et condamne le contexte d'intimidation via les réseaux sociaux dans lequel cette plainte s'inscrit.

## Prix et distinctions
En 2024, PubPeer reçoit le prix institutionnel de la fondation allemande Einstein Berlin (200 000 €) pour sa contribution à l'amélioration de la communication scientifique et son rôle dans la détection des fraudes, ayant conduit à 19% des rétractations d'articles scientifiques depuis 2012,.